# هوسپ کارالیان
هوسپ آرتمی کارالیان (کارالوف) (ارمنی: Հովսեփ Արտեմի Կարալյան (Կարալով)؛ زاده ۱ فوریهٔ ۱۸۹۷ - درگذشته ۲۴ آوریل ۱۹۸۱) نقاش اهل ارمنستان بود.

## زندگی‌نامه
وی در ۱ فوریهٔ ۱۸۹۷ در تفلیس به دنیا آمد و از وتماس (۱۹۴۰) فارغ‌التحصیل گشت. وی از ۱۹۵۳ ساکن ایروان بود. وی همچنین برنده جوایزی همچون نقاش شایسته ارمنستان شوروی شد. وی در ۲۴ آوریل ۱۹۸۱ در سن ۸۴ سالگی در ایروان درگذشت.